# رمپتون، کمبریج‌شر
رمپتون (به انگلیسی: Rampton) یک روستا و محله مدنی در بریتانیا است که در کمبریج‌شر جنوبی واقع شده‌است. رمپتون ۴۴۰ نفر جمعیت دارد.